# Polly Samson
Polly Samson (Londra, 29 aprile 1962) è una giornalista, paroliera e scrittrice britannica, nota per aver scritto alcuni testi di canzoni composte dal marito David Gilmour, chitarrista e cantante dei Pink Floyd.

## Biografia
Polly Samson è nata a Londra nel 1962 da padre diplomatico e da madre scrittrice di origini cinesi (la madre, Esther Cheo Ying, ha scritto Black Country Girl in Red China, memorie di quando lei era al servizio dell'Esercito Popolare di Liberazione di Mao Zedong, in cui era arruolata col grado di maggiore). Dopo un'infanzia travagliata, entrò nell'industria editoriale, dove incontrò lo scrittore Heathcote Williams, dal quale ebbe il primo figlio, Charlie. Dopo la loro separazione, Polly Samson incontrò David Gilmour, cantante e chitarrista dei Pink Floyd. Si sposarono nel 1994, durante il tour di The Division Bell e da quest'unione Polly ebbe altri tre figli, chiamati Joe, Gabriel e Romany Gilmour.
Ha continuato a collaborare con Gilmour in parecchie sue canzoni, principalmente ai testi. Ha anche scritto brevi storie per la BBC Radio 4 e ha pubblicato due raccolte (Lying In Bed, Virago, 1999 e Perfect Lives, Virago, 2010) e due romanzi (Out of Picture, Virago Press Ltd, 2000 e The Kindness, Bloomsbury, 2015). Quest'ultimo romanzo è stato pubblicato in Italia nel 2016 dalla casa editrice Unorosso – Parallelo45 Edizioni col titolo La Gentilezza. Samson ha inoltre contribuito ad altri libri e pubblicazioni, come Gas and Air (Bloomsbury, 2003), Girls Night In (HarperCollins, 2000) e A Day in The Life (Black Swan, 2003).
Samson è stata coautrice di sei delle undici canzoni di The Division Bell, diventando così, insieme alla cantante Clare Torry (coautrice di The Great Gig in the Sky), l'unica donna a essere stata coautrice di canzoni dei Pink Floyd.
Ha anche suonato il pianoforte e cantato nell'album di Gilmour, On an Island.
Nel 2023 ha duramente attaccato Roger Waters, accusandolo di antisemitismo.

## Opere
- Lying in Bed, Virago Press Ltd, 2000, ISBN 1-86049-667-9.
- Out of the Picture, Virago Press Ltd, 2001, ISBN 1-86049-864-7.
- The Kindness, Bloomsbury, 2015, ISBN 978-1-63286-067-5.[2]